# Ochrota convergens
Ochrota convergens är en fjärilsart som beskrevs av De Toulgoët 1956. Ochrota convergens ingår i släktet Ochrota och familjen björnspinnare. Inga underarter finns listade i Catalogue of Life.